# Thomas Sampson
Thomas Sampson (c. 1517-1589) fue un teólogo puritano inglés. Un exiliado mariano, fue uno de los traductores de la Biblia de Ginebra. A su regreso a Inglaterra, tuvo problemas con la conformidad con las prácticas anglicanas. Con Laurence Humphrey, jugó un papel importante en la controversia de la vestimenta, una división a lo largo de las líneas del partido religioso en los primeros años del reinado de Isabel I de Inglaterra.

## Biografía
Se dice que nació en Playford, Suffolk, pero posiblemente vino de Binfield, Berkshire. Se educó en Pembroke Hall, Cambridge. En 1547 se unió al Templo Interior. Se casó con una sobrina de Hugh Latimer; Latimer y Sampson influyeron en la conversión de John Bradford, un mártir protestante mariano. Se le ha descrito como quizás el más elocuente de toda la nueva generación de predicadores evangélicos. Después de la conversión de Sampson al protestantismo en 1551, se convirtió en rector de All Hallows, Bread Street, Londres. Cuando el decano de Chichester, Bartholomew Traheron, renunció en diciembre de 1552, recomendó a Sampson que lo sucediera, llamándolo predicador de la integridad que me gustaría ver colocado aquí y que fue debidamente elegido para el puesto el febrero siguiente. Sin embargo, Sampson nunca se instaló: la adhesión de Mary Tudor intervino. Su arresto se ordenó a principios de agosto de 1553, sin embargo, no se mudó del país hasta mayo de 1554 cuando fue a Estrasburgo. Su sucesor como rector en All Hallows, Laurence Saunders, fue quemado en la hoguera. Sampson fue fuertemente anticatólico durante el resto de su vida. Comunicó a sus feligreses su disgusto por las oraciones católicas por los muertos.